# Närradion Boden
Närradion Boden är en ideell förening som sänder närradio inom Bodens kommun på frekvensen 98,2 MHz. Dessutom sänder de webbradio som når hela världen.